# Pieńkowo (województwo zachodniopomorskie)
Pieńkowo (kaszb. Pieńkowò, niem. Pennekow) – wieś w Polsce położona w województwie zachodniopomorskim, w powiecie sławieńskim, w gminie Postomino przy drodze wojewódzkiej nr . Miejscowość, której mieszkańcy zajmują się rolnictwem i usługami.
W latach 1975–1998 miejscowość administracyjnie należała do województwa słupskiego.

## Zabytki
- pałac rodziny von Wittenau z 1905, poszerzony o równoległe skrzydło i rozbudowany w elewacji ogrodowej ryzalitem zakończonym graniastą nadstawką z hełmem. Budynek nakryty dachem mansardowym, w otoczeniu park krajobrazowy i zabudowania gospodarcze[4];
- kościół z XV wieku, z wieżą krytą dachem dwuspadowym, w nawie ołtarz z XVIII w[4].

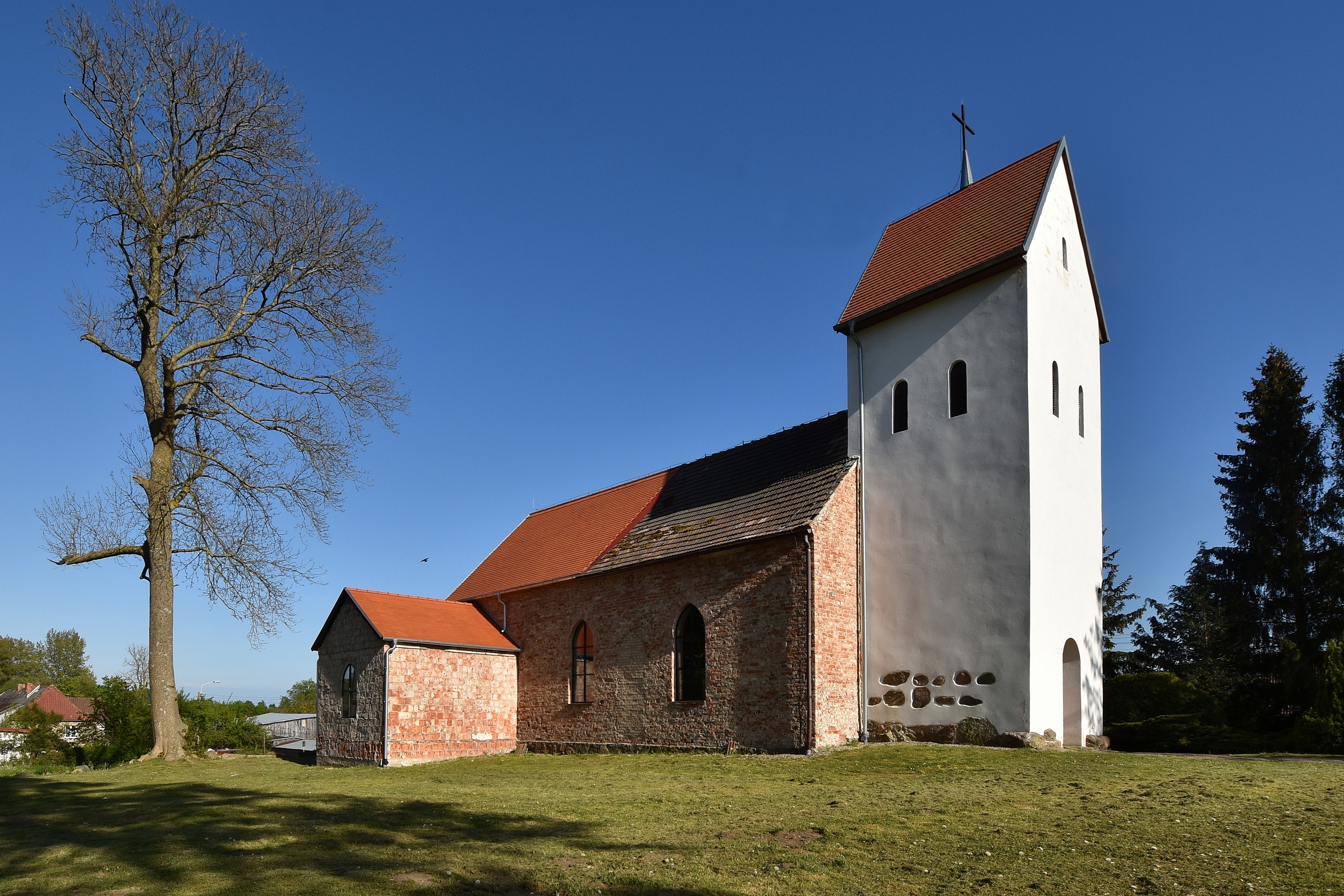
Kościół filialny
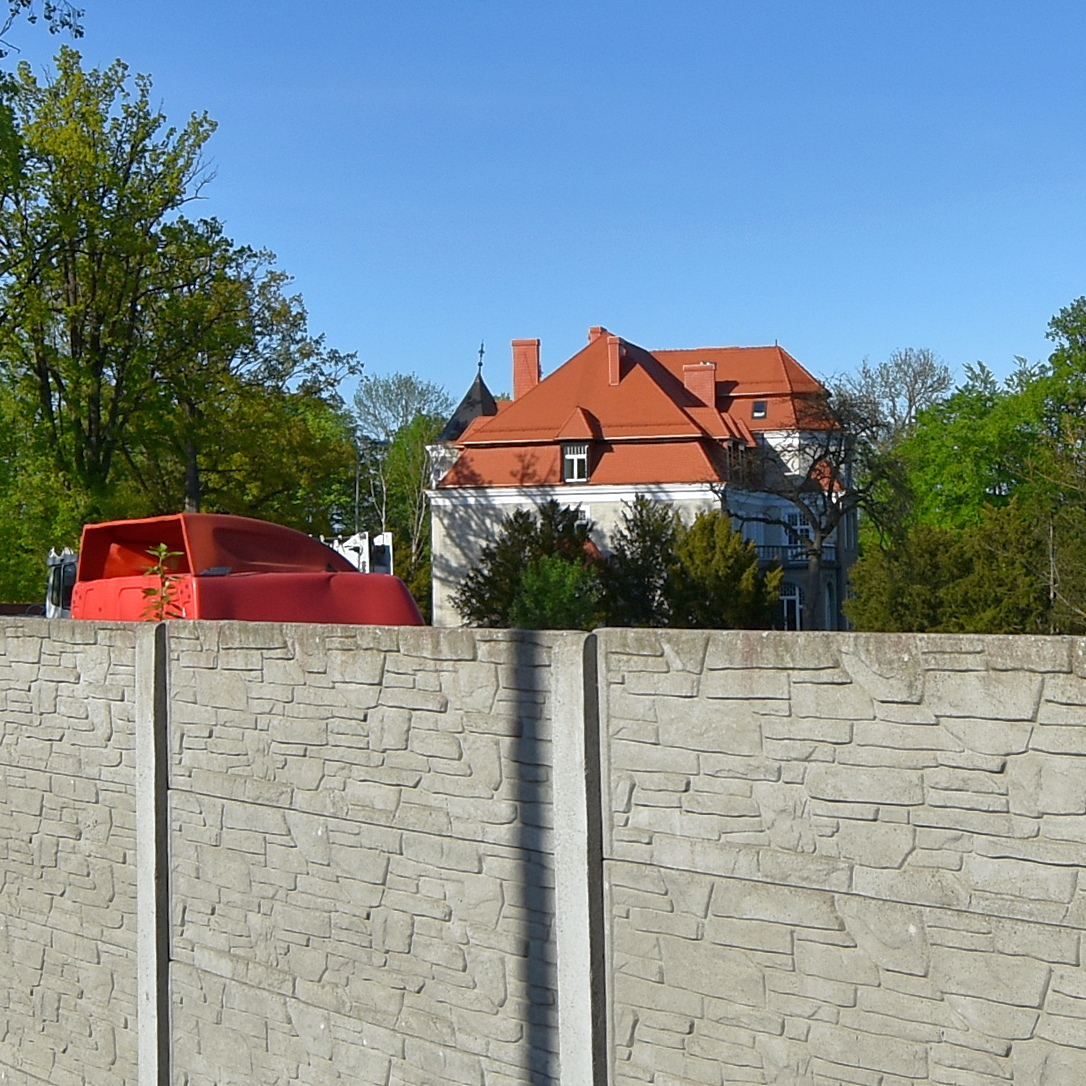
Pałac (stan 2023)
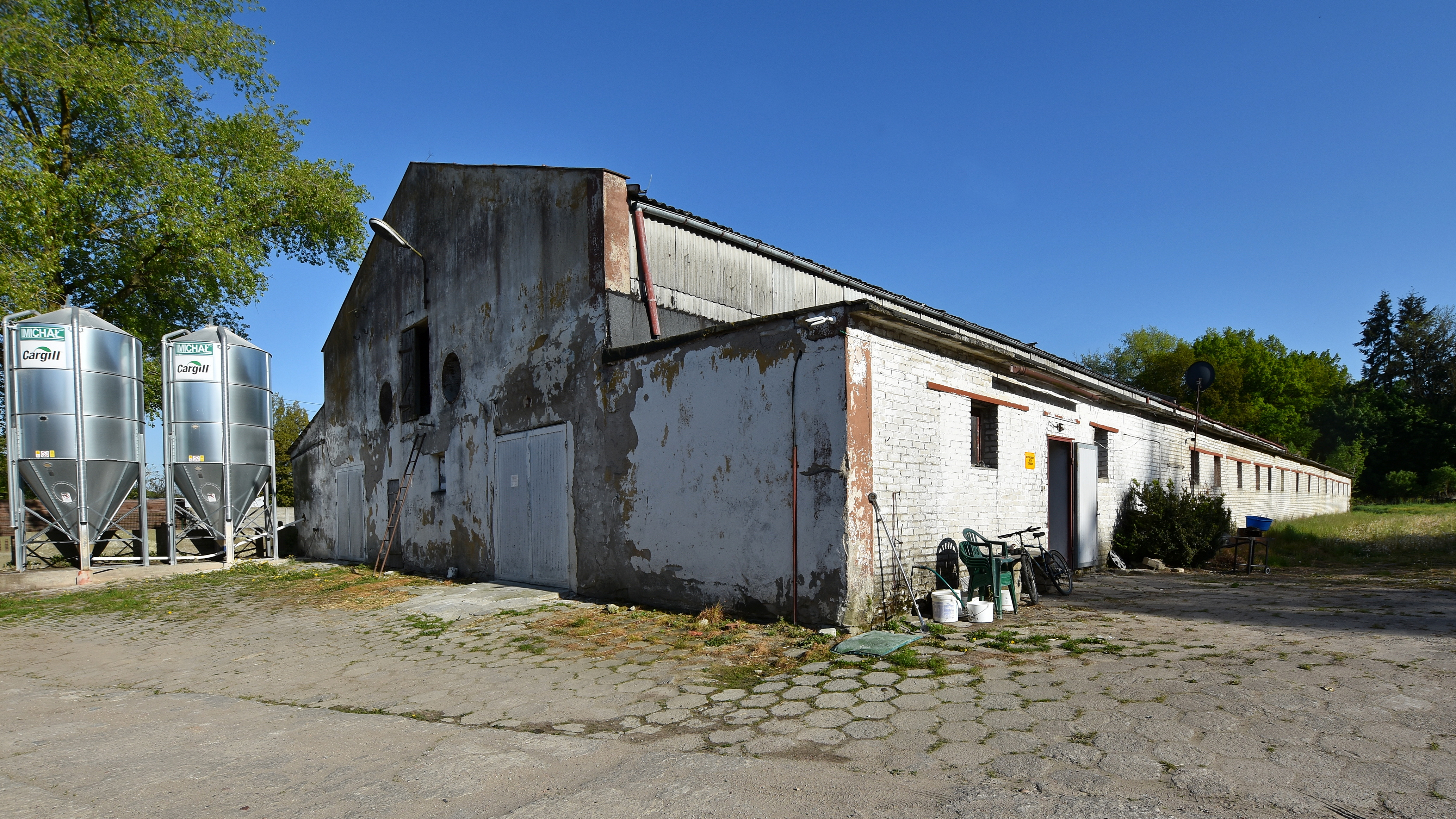